# Robert J. Bronner
Robert J. Bronner (* 16. Juni 1907 in New York City, Vereinigte Staaten; † 9. September 1969 in Los Angeles, Kalifornien) war ein US-amerikanischer Kameramann.

## Leben
Bronner stieß frühzeitig zur MGM, der er faktisch sein gesamtes Berufsleben lang treu bleiben sollte. Zunächst wirkte er in der dortigen Matte-Painting-Abteilung und stieg zu Beginn der Tonfilmzeit zum Kameraassistenten auf. Noch zu Beginn der 1930er Jahre durfte Bronner als einfacher Kameramann arbeiten. Sein Lehrmeister in über zwei Jahrzehnten wurde der erfahrene Bildgestalter George J. Folsey. Unter dessen Oberleitung stand der New Yorker in den 1940er Jahren bei ambitionierten MGM-Produktionen Heimweh nach St. Louis, Urlaub für die Liebe, Das Vermächtnis, Der beste Mann, Der Spieler und Malaya hinter der Kamera.
Erst 1954 stieg Robert Bronner zum Chefkameramann auf. Ohne einen unverwechselbaren, eigenen Stil zu entwickeln, fotografierte er eine beträchtliche Anzahl von zum Teil teuer und glanzvoll produzierten Studio-Produktionen, darunter eine Reihe von Musicals und Komödien, mit und ohne Musik, in denen Stars wie Gene Kelly, Elvis Presley und Dean Martin auftraten. Nur zehn Jahre nach seiner ersten Arbeit als Chefkameramann beendete Robert J. Bronner seine Kinotätigkeit für William Dieterles ebenfalls letzte Kinoregie „Heirate mich, Gauner!“ – der Streifen wurde ein gewaltiger Flop. Nach einigen zusätzlichen Aufnahmen zur Jerry-Lewis-Komödie „Drei auf einer Couch“ 1965 konzentrierte sich Robert J. Bronner auf die Arbeit für das Serienfernsehen und stand von 1966 bis 1968 sowohl bei der Kriminalfilmreihe „FBI“ als auch bei der Abenteuerserie „Die Seaview – In geheimer Mission“ hinter der Kamera.

## Filme
nur als Chefkameramann
- 1954: Vorwiegend heiter (It’s Always Fair Weather)
- 1956: Viva Las Vegas (Meet Me in Las Vegas)
- 1956: Das schwache Geschlecht (The Opposite Sex)
- 1957: Seidenstrümpfe (Silk Stockings)
- 1957: 10000 Schlafzimmer (Ten Thousand Bedrooms)
- 1957: Geh nicht zu nah ans Wasser (Don’t Go Near the Water)
- 1957: Jailhouse Rock – Rhythmus hinter Gittern (Jailhouse Rock)
- 1958: In Colorado ist der Teufel los (The Sheepman)
- 1958: Das Mädchen aus der Unterwelt (Party Girl)
- 1958: Babys auf Bestellung (Tunnel of Love)
- 1958: Engel unter Sündern (The Mating Game)
- 1958: Immer die verflixten Frauen (Ask Any Girl)
- 1959: Eine tolle Nummer (It Started With a Kiss)
- 1959: Meisterschaft im Seitensprung (Please Don’t Eat the Daisies)
- 1960: Dazu gehören zwei (Where the Boys Are)
- 1960: Mr. Lucky (Fernsehserie, 3 Folgen)
- 1961: Gidget entdeckt Hawaii (Gidget Goes Hawaiian)
- 1961: Die unteren Zehntausend (Pocketful of Miracles)
- 1961: Ein Leutnant und ein Bett (The Horizontal Lieutenant)
- 1962: April entdeckt Rom (Gidget Goes to Rome)
- 1963: Der mysteriöse Dr. Lao (The Seven Faces of Dr. Lao)
- 1964: Heirate mich, Gauner! (The Confession)
- 1966: FBI (Fernsehserie, 3 Folgen)
- 1966–68: Die Seaview – In geheimer Mission (Voyage to the Bottom of the Sea)